# Csekey család
A nemespanni Csekey család Nyitra vármegyei és Verebélyi széki egyházi nemesi család. A család valószínűleg Csekéről vehette nevét.
Nyitra és Bars vármegyében több helyen élt ilyen nevű család. Nyitra Alsóvárosában 1598-ban Csekei Ambrus volt városi tanácstag.
Az 1699-es nemespanni adományt megelőzően valószínűleg Csekey Pétert tervezték beiktatni a nemespanni birtokba. 1699-ben Csekey János Kollonich Lipót esztergomi érsektől kapott adományt Nemespannon a Közép Osztályban, 1700-ban pedig Verebélyen Csekey (?) Péter, Balázs és Pál. A 18. század első felében Csekey János nevén volt a birtok. 1711-ben Csekey Péter szerepelt birtokosként Nemespannon. Ugyanekkor többekkel perelték a Szánthó családot. 1767-ben Csekey István és Imre utódai megosztoztak a nemespanni másfél funduson, illetve a verebélyi jószágon. 1780-ban Csekey János Verebélyen élt és tanúskodott. 1783-ban végrendelkezett néhai ifj. Csekey János özvegye Farkas Klára. 1784-ben a Közép és a Fölső Osztályban volt a család birtokos. 1794-ben Nemespannon Csekey Mártont és fiait Lászlót és Mártont, Istvánt és fiát Imrét, illetve Pétert és fiait Mihályt és Jánost írják össze a nemesek között.
1844-ben Nemespannon Csekey Imre, Ignác özvegye, id. László és fiai Károly és ifj. László, Ferenc és fia János katona, József özvegye és ifj. János szerepeltek a Nyitra vármegyei nemesek sorában. Csekey László 1854-ben végrendelkezett. Ingó és ingatlan vagyonát felosztotta 2 fia, leánya, második felesége és mostohafia Ragulik Mihály között.
Hasonló néven még a 19. században Tardoskedden, illetve a 20. században Felsőszecsén élt kiterjedt család. A családnév megjelent Pogrányban és Újbarson is. Csekey Jánosnak Verebély Nagy lehem (Veľké Lehemby) dűlőjében volt földje.

## Neves családtagok

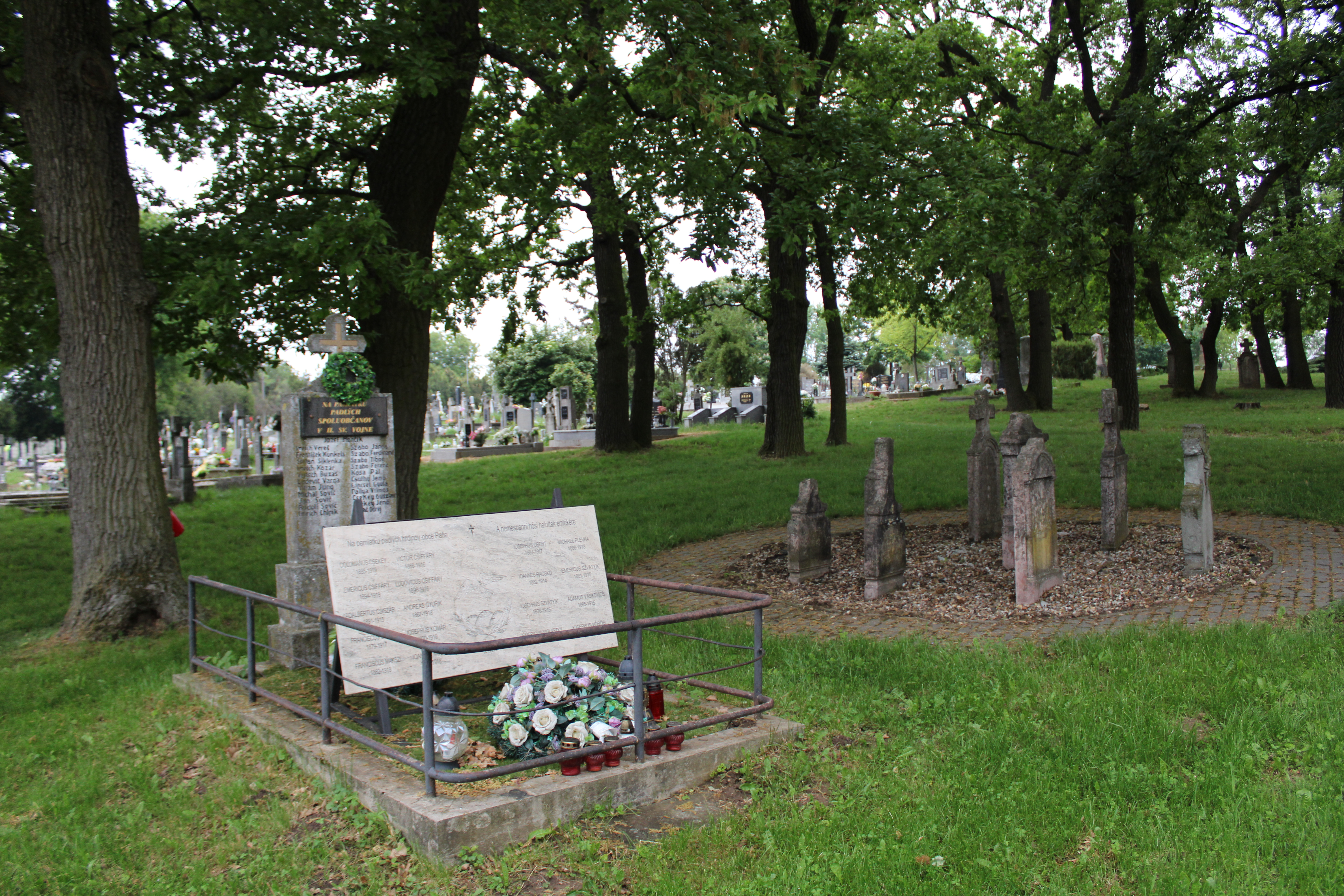
Emlékmű a nemespanni temetőben
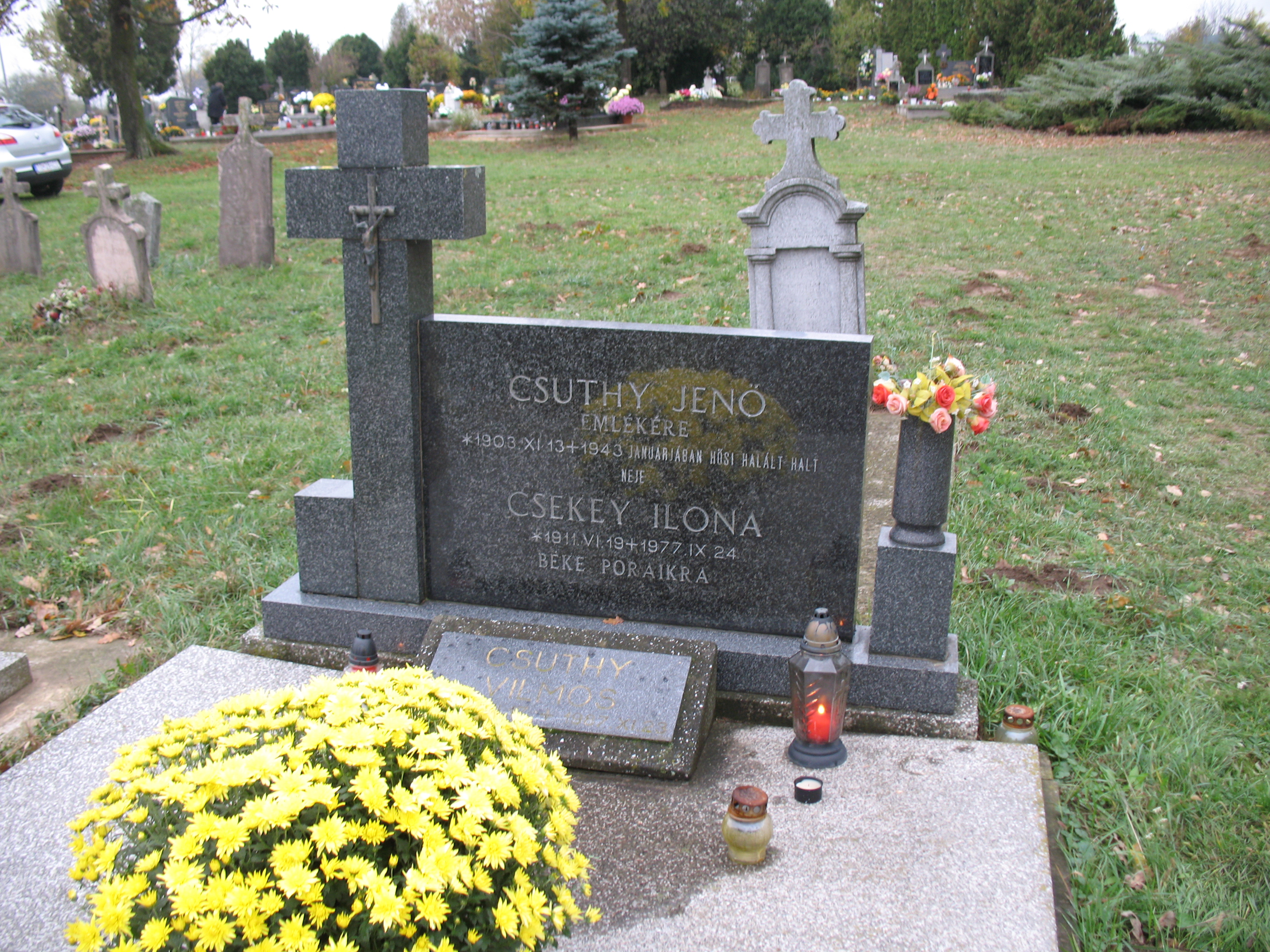
Jelképes sírhely

- Csekey Kálmán (1885-1919) első világháborús nemespanni hősi halott
- Csekey Gusztáv és Jenő (1914-1943?) második világháborús nemespanni hősi halottak
- Csiszár Béla (1891-1915) népfelkelő gyalogos, első világháborús hősi halott[19]